# Diecezja Lwena
Diecezja Lwena – diecezja rzymskokatolicka w Angoli. Powstała w 1963 jako diecezja Luso. W 1979 otrzymała obecną nazwę.

## Biskupi diecezjalni
- Biskupi  Lwena 
  - Bp Martín Lasarte Topolansky, SDB (od 2023)
  - Bp Jesús Tirso Blanco, S.D.B. (2007 – 2022)
  - Bp Gabriel Mbilingi, C.S.Sp. (2000 – 2006),
  - Bp José Próspero da Ascensão Puaty (1979 – 2000)
- Biskupi  Luso 
  - Bp José Próspero da Ascensão Puaty (1977 – 1979)
  - Bp Francisco Esteves Dias, O.S.B. (1963 – 1976)